# Eisenbahnunfall von Ludwigshafen (1901)

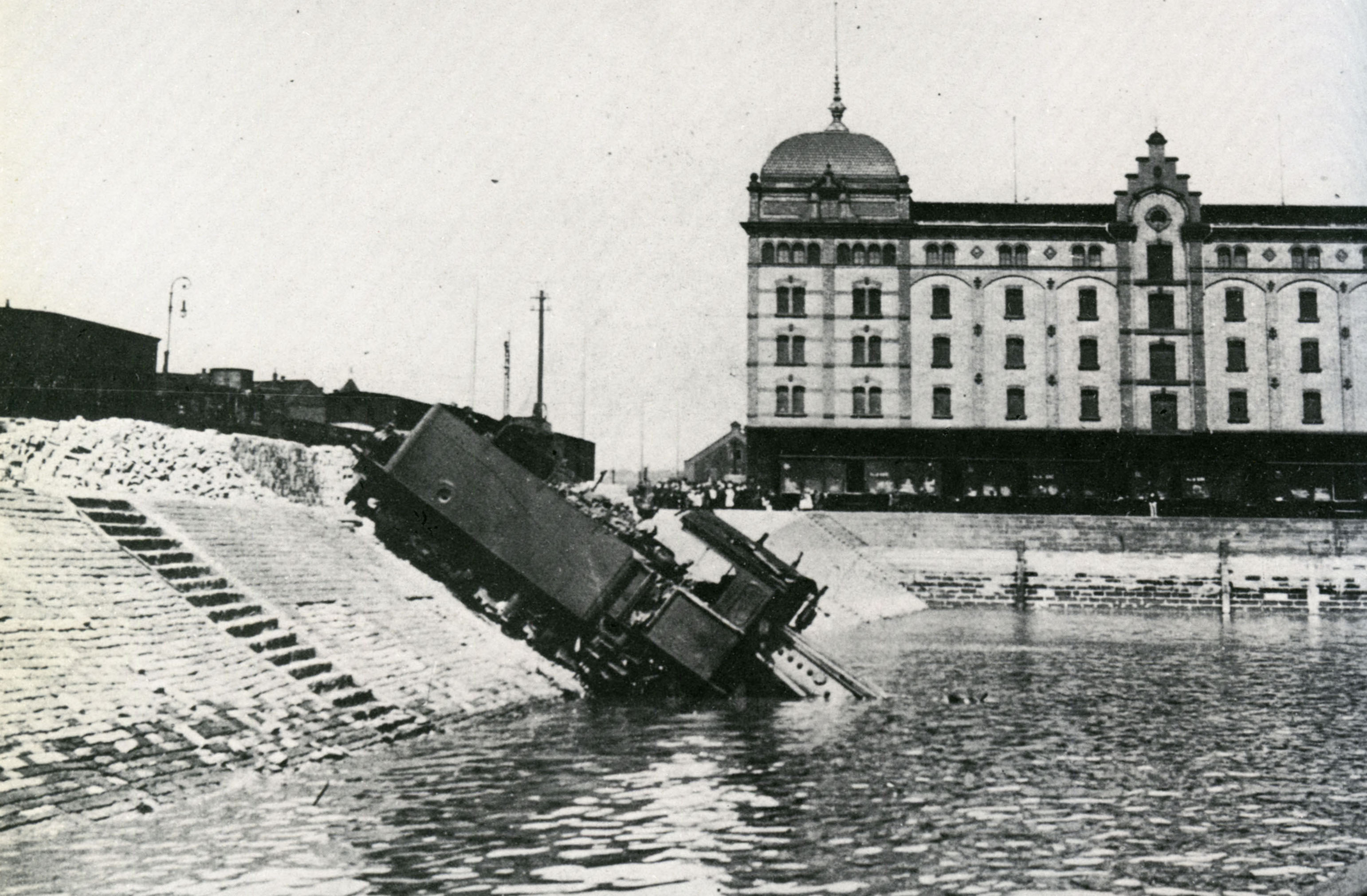
Die Lokomotive im Hafenbecken

Zerstörte Stirnwand des Empfangsgebäudes

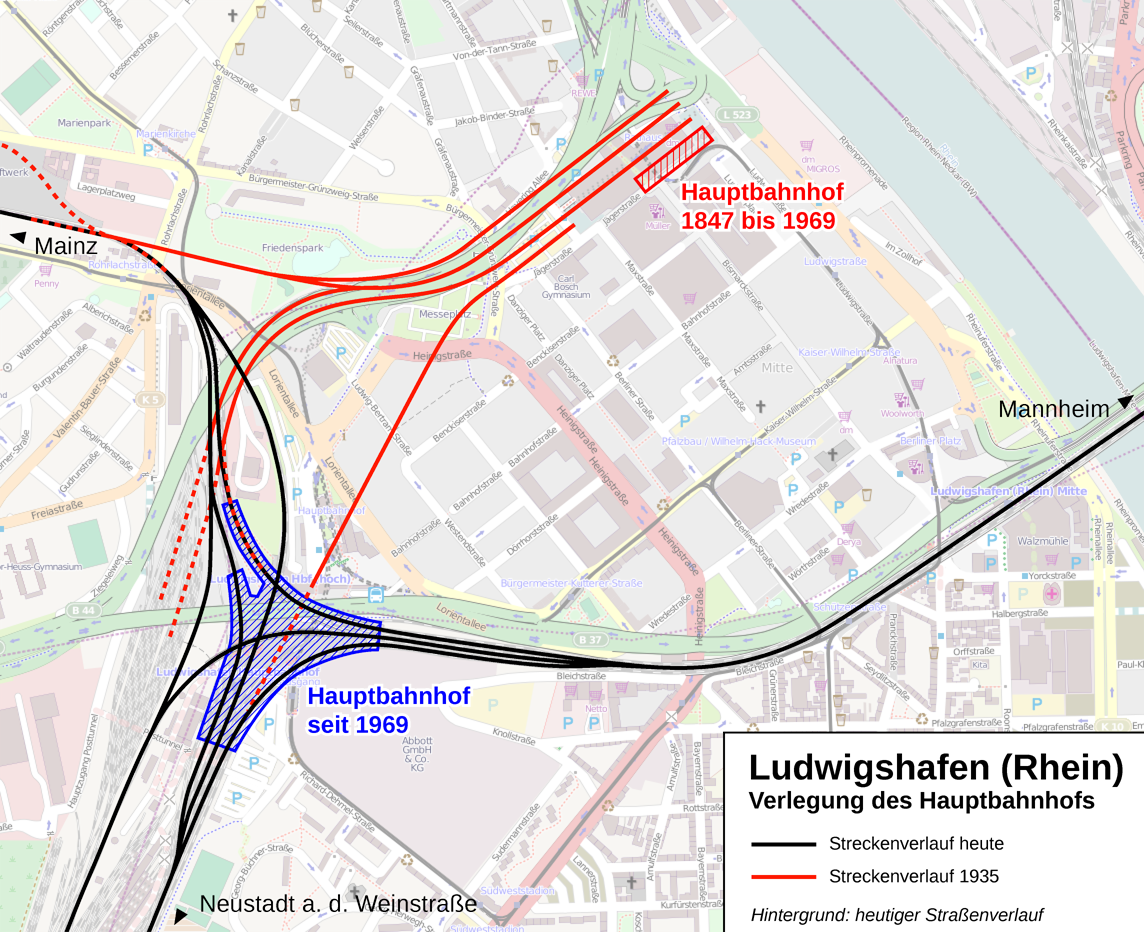
Lageskizze zum alten Ludwigshafener Hauptbahnhof

Beim Eisenbahnunfall von Ludwigshafen überfuhr am 9. Mai 1901 eine Lokomotive im ehemaligen Ludwigshafener Bahnhof den Prellbock, durchbrach die Stirnwand des Kopfbahnhofs und landete im Winterhafen. Dabei gab es  eine Tote und zwei Verletzte.

## Unfallhergang
Am 9. Mai 1901 überfuhr die Lokomotive SCHUTTER (Baureihe A13, Nr. 608 der Reichseisenbahnen in Elsaß-Lothringen) des Schnellzuges Nr. 40 von Basel über Straßburg Richtung Berlin den Prellbock, weil die Bremsen mangelhaft waren und der Lokomotivführer die vorherige Funktionsprüfung der Bremsen unterlassen hatte. Die Lokomotive, der Schlepptender, der Gepäckwagen, der Postwagen und ein Reisezugwagen überfuhren den Querbahnsteig, durchstießen die Wand des Empfangsgebäudes, querten die davor liegende 24 Meter breite Straße, durchbrachen das Abschlussgeländer zu der hier quer verlaufenden Hafenbahn Ludwigshafen und bahnten sich ihren Weg durch die dort abgestellten Güterwagen bis zum Becken des Ludwigshafener Rheinhafens, wo die Lokomotive versank.

## Folgen
Eine Passantin wurde getötet. Der Lokomotivführer wurde schwer verletzt, ein weiterer Mitarbeiter der Bahn leicht.
Der Unfall war ein „Bilderbuch“-Kopfbahnhof-Unfall, der sicherheitstechnische Mangel dieses Bautypus wurde erst durch die schneller und größer werdenden Züge der Jahrhundertwende relevant. Der aufsehenerregendste Unfall dieser Art war schon 1895 im Gare Montparnasse in Paris (Eisenbahnunfall am Gare Montparnasse) erfolgt, und ähnlich verlief im Dezember 1901 der Eisenbahnunfall im Centralbahnhof Frankfurt.
Die Lokomotive konnte geborgen und repariert werden. Sie blieb noch bis 1926 im Dienst.